# K.k.

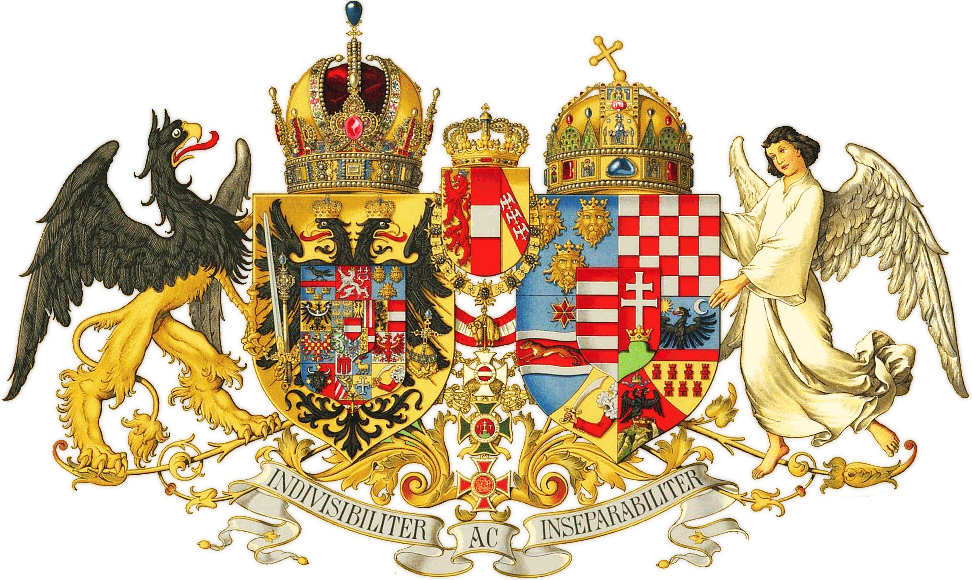
Герб Австро-Венгрии (1915)

K.k., полная форма Kaiserlich-königlich (с нем. — «императорско-королевский») — аббревиатура, использовавшаяся в Австро-Венгрии для обозначения органов власти или государственных учреждений. Первая буква k соответствовала титулу императора Австрии, вторая — титулу короля Богемии (Чехии). Использовалась преимущественно в австрийской части государства (Цислейтании) до падения монархии в 1918 году.
Не следует путать с аббревиатурой K.u.k (нем. Kaiserlich und königlich) (здесь под вторым 'k' понималось уже Венгерское королевство), которая использовалась для обозначения совместных органов власти, государственных учреждений или воинских формирований Австро-Венгрии.

## Термин на других языках монархии
| Немецкий                     | Чешский                   | Венгерский                  | Польский                   | Итальянский           | Словенский                |
| ---------------------------- | ------------------------- | --------------------------- | -------------------------- | --------------------- | ------------------------- |
| k. k. — kaiserlich-königlich | c.k. — císařsko-královský | cs. kir. — császári-királyi | C. K. — cesarsko-królewski | I.R. — Imperial Regio | c. k. — cesarsko-kraljevi |